# Futbol a Nigèria
El futbol és l'esport més popular a Nigèria.
És dirigit per la Federació de Futbol de Nigèria. Històricament, la seva selecció ha estat una de les seleccions més potents d'Àfrica, i molts dels seus jugadors han estat estrelles mundials.

## Història

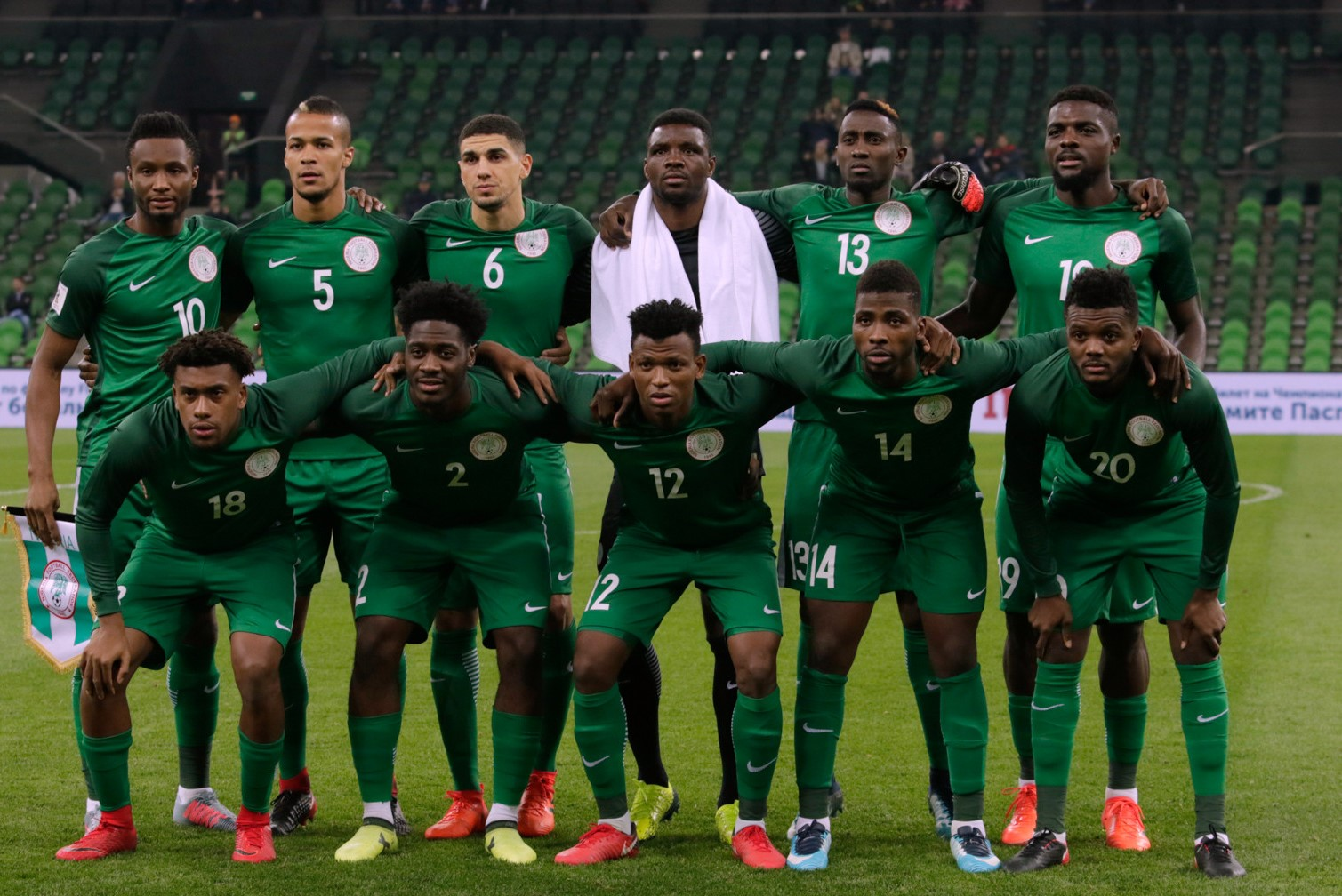
Selecció de Nigèria el 2017.

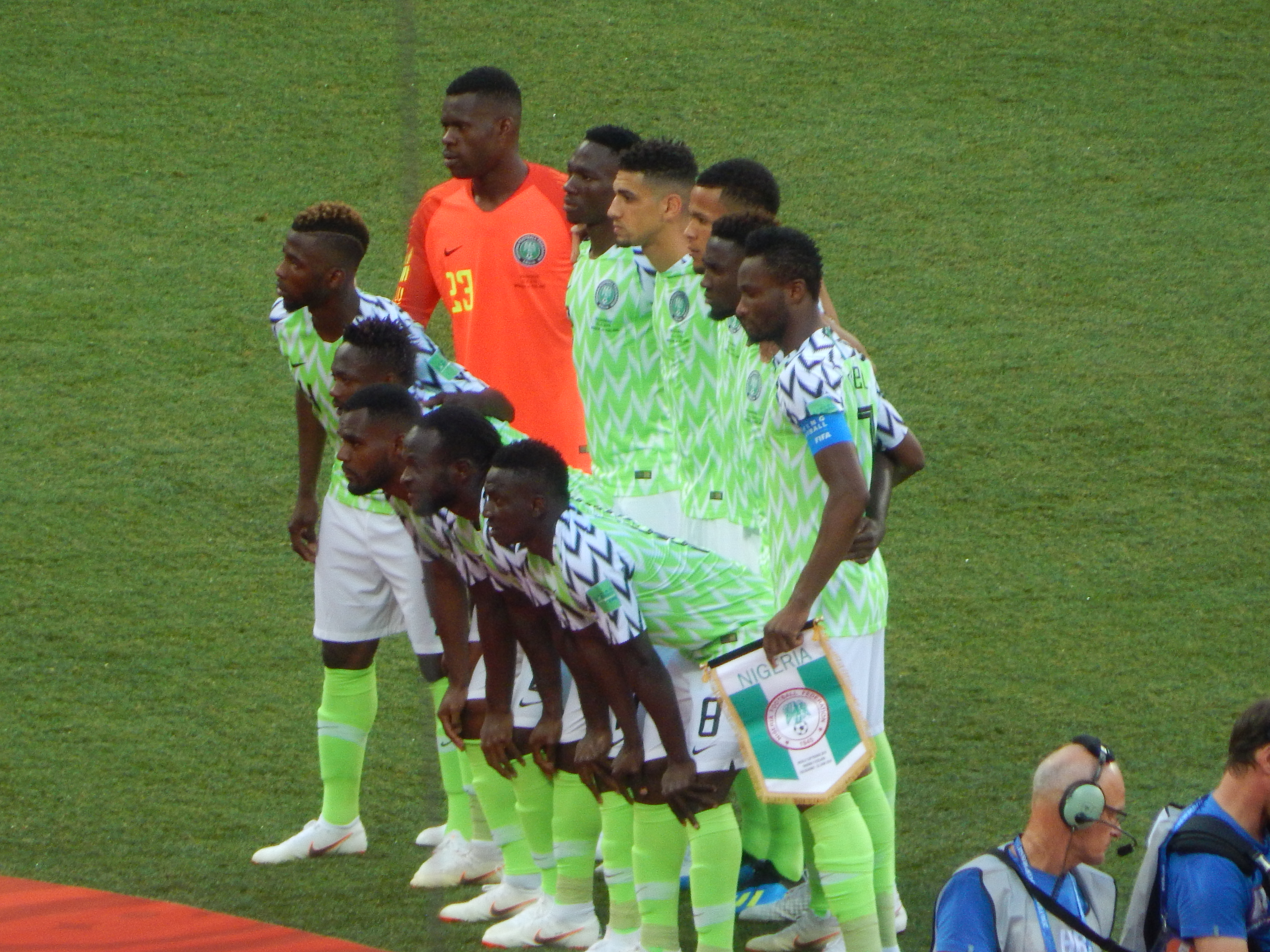
Selecció de Nigèria el 2018.

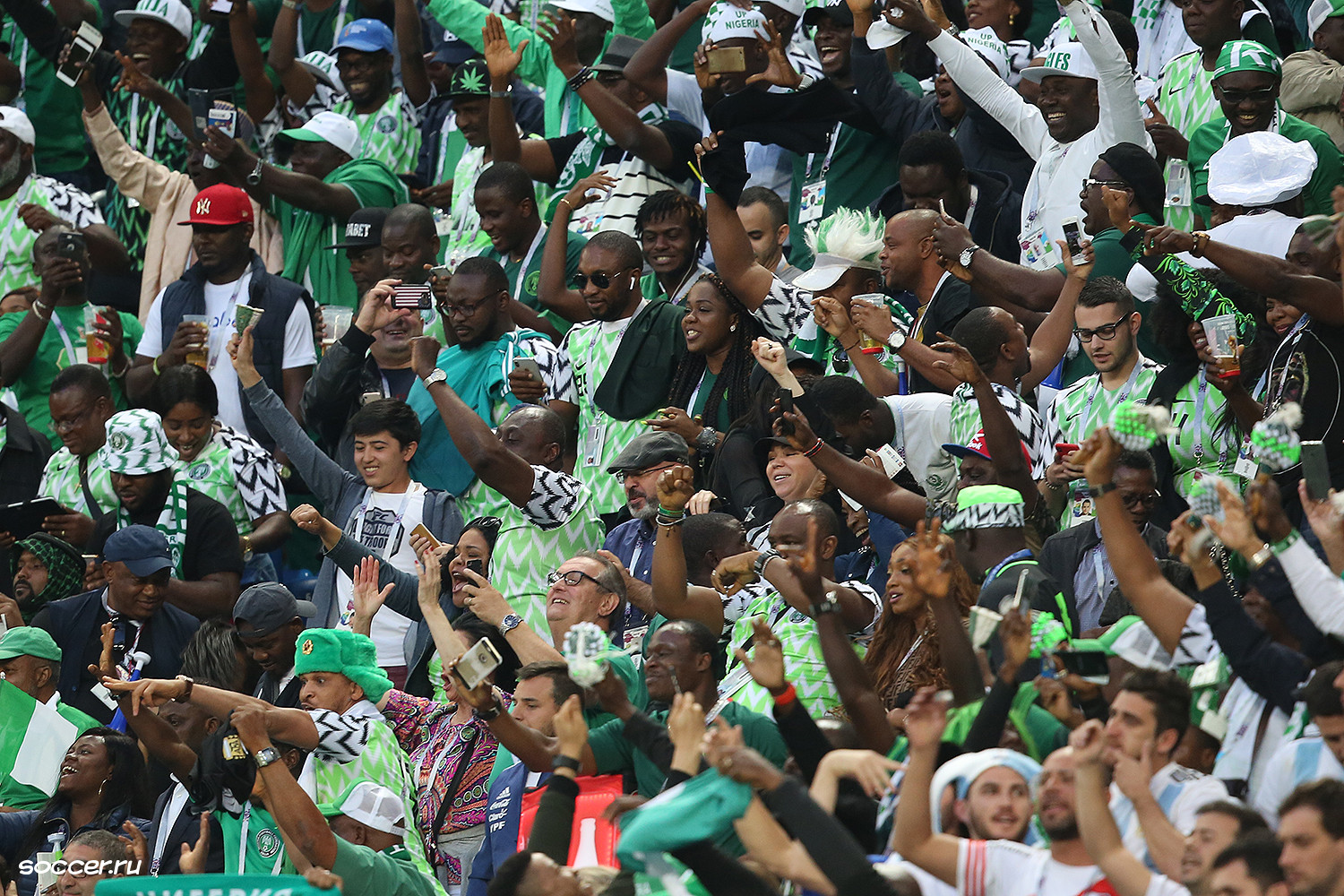
Seguidors nigerians a la Copa del Món de 2018.

El futbol fou introduït al país pels britànics. El primer partit de futbol registrat al país fou el 1904.
El primer partit de la selecció fou contra Sierra Leone el 8 d'octubre de 1949. Nigèria guanyà 2-0. La seva millor actuació en una Copa del Món fou el 1994 i el 1998, assolint en ambdós casos la segona ronda.

## Competicions
- Lligues:
  - Nigèria Premier League
  - Nigèria National League
  - Nigèria Nationwide League
- Copes:
  - Copa Federació nigeriana de futbol
  - Supercopa nigeriana de futbol
  - Nigèria Super 4

## Principals clubs
Clubs amb més títols nacionals a 2019.
- Enyimba International FC
- Shooting Stars SC
- Enugu Rangers International FC
- Dolphins FC
- Heartland FC
- Kano Pillars FC
- Bendel Insurance FC
- Julius Berger FC
- Lobi Stars FC
- BCC Lions FC
- Stationery Stores FC
- Leventis United FC
- Plateau United FC
- Ocean Boys FC
- Bayelsa United FC
- Udoji United FC
- Akwa United FC
- El-Kanemi Warriors FC

## Jugadors destacats
Fonts:
Des de 1950
- Teslim Balogun
- Albert Onyeawuna

Des de 1960
- Anthony Tony Igwe
- Sam Garba Okoye

Des de 1970
- Christian Chukwu
- Haruna Ilerika
- Segun Odegbami
- Godwin Odiye
- Best Ogedegbe
- Emmanuel Okala

Des de 1980
- Etim Esin
- Stephen Keshi
- Mudashiru Lawal
- Henry Nwosu
- Peter Rufai
- Yisa Sofoluwe

Des de 1990
- Daniel Amokachi
- Emmanuel Amunike
- Celestine Babayaro
- Finidi George
- Victor Ikpeba
- Uche Okechukwu
- Augustine Okocha
- Sunday Oliseh
- Taribo West
- Rashidi Yekini

Des de 2000
- Vincent Enyeama
- Nwankwo Kanu
- Obafemi Martins
- Aiyegbeni Yakubu
- Joseph Yobo

Des de 2010
- John Obi Mikel
- Taye Taiwo

## Principals estadis

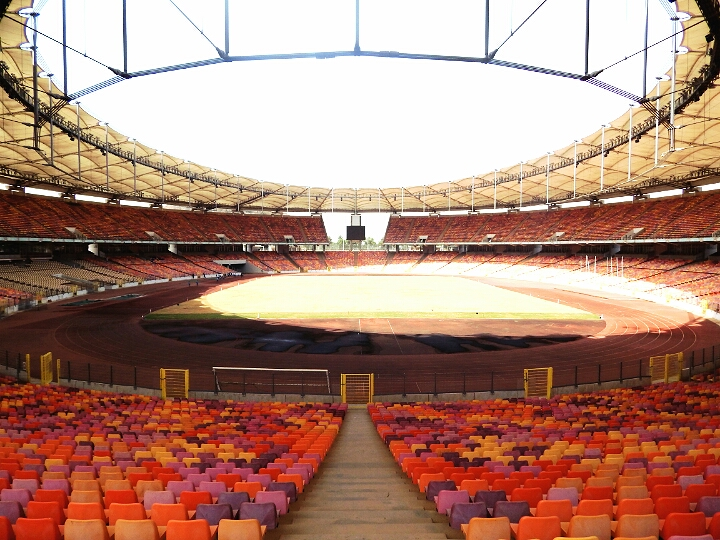
Moshood Abiola National Stadium.

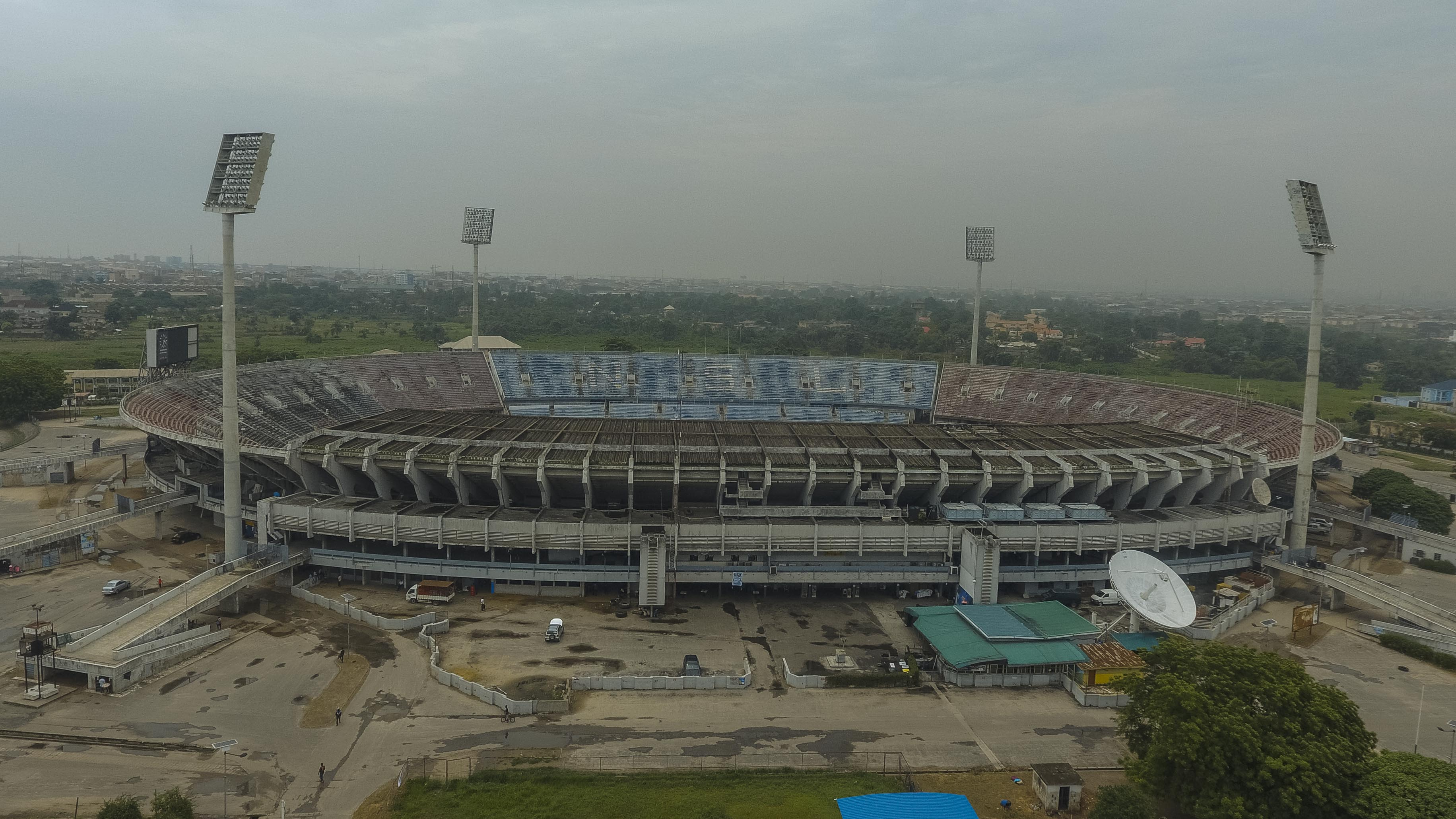
Lagos National Stadium.

| #  | Estadi                                 | Capacitat | Ciutat        |
| -- | -------------------------------------- | --------- | ------------- |
| 1  | Moshood Abiola National Stadium        | 60.491    | Abuja         |
| 2  | Lagos National Stadium                 | 45.000    | Lagos         |
| 3  | Jos International Stadium              | 44.000    | Plateau       |
| 4  | Adokiye Amiesimaka Stadium             | 38.000    | Port Harcourt |
| 5  | Muhammadu Dikko Stadium                | 35.000    | Katsina       |
|    | MKO Abiola Stadium                     | 35.000    | Abeokuta      |
| 7  | Jalingo City Stadium                   | 30.000    | Jalingo       |
|    | Liberation Stadium                     | 30.000    | Port Harcourt |
|    | Godswill Akpabio International Stadium | 30.000    | Uyo           |
| 10 | Obafemi Awolowo Stadium                | 25.000    | Ibadan        |
|    | Enyimba International Stadium          | 25.000    | Aba           |
|    | Sani Abacha Stadium                    | 25.000    | Kano          |
| 13 | Teslim Balogun Stadium                 | 24.325    | Lagos         |